# دير الأنبا باخوميوس (الأقصر)
دير الأنبا باخوميوس (الأقصر) يرجع تاريخ الدير إلى القرن الرابع الميلادي. وهو من الأديرة الرئيسية التي شيدها القديس الأنبا باخوميوس أب الشركة.

## موقعة
يوجد غرب الدير قرية تسمى البني ويقال أن هذه القرية أقيمت فوق تلال دير البنات الذي اندثر والذي كانت ترأسه مريم شقيقة القديس الأنبا باخوميوس. كما يوجد شمال الدير قرية تسمى المدامود والذي بالقرب من هذه القرية نجع صغير يسكن فيه حوالي ألف مسيحي، ويسمى نجع النصارى وهم يمارسون عباداتهم بالدير لقربهم الشديد من الدير وتعلقهم الشديد بمحبة شفيع المكان القديس العظيم الأنبا باخوميوس.
كما يقع على جنوب الدير قرية اسمها منشأة العمارى والتي بالقرب من المطار الجوي لمدينة الأقصر.
كما أن الدير على مساحة شاسعة ممتدة أمام الداخل ليرى فيه مجد الماضي وإصرار الآباء في الأجيال الأولى على الحياة التعبدية المجيدة ابتغاء الآخرة الصالحة والمجد السماوي.

## أهمية الدير
إلى أن ظهر القديس باخوميوس كان النظام الرهباني هو النظام الأنطوني، وكان كل راهب له مغارة يتوحد فيها يمارس عبادته وصلواته وبين كل راهب وراهب مساحة واسعة.
ولكن حينما ظهر القديس باخوم على وجه الحياة الرهبانية وأدخل فيها نظام الكينونيا (الشركة) أي يجمع الرهبان حياة واحدة ويتحمل بعضهم أثقال بعض. الشباب تخدم الشيوخ وكل فئة رهبانية تجيد صناعة تجتمع مع بعضها لتكون يداً واحدة وقوة واحدة تخدم صفوف الرهبان وصفوف الآباء.
ويمثل دير الشايب حقبة باخومية هامة، ويذكر التاريخ أن الأديرة الباخومية بها كان عدداٍ من الرهبان يصل إلى 2000 راهباً، ويرجع تاريخ هذا الدير إلى القرن الرابع الميلادي، كما أن أنفاس القديس الأنبا باخوميوس ممتدة بوضوح في ثنايا الدير وأورقته وفيه من الهيبة والروعة ما يحكم الحياة الباخومية فيها.

## لماذا سمى بدير الشايب؟
إن الاسم الأصلي للدير هو دير القديس العظيم الأنبا باخوميوس بالأقصر، ولكن سرعان ما أطلق الناس منذ فجر التاريخ وبعد نياحة القديس باخوميوس مباشرة كلمة الشايب على هذا الدير. وذلك للظهورات المتكررة والمتعددة للأنبا باخوميوس للمحيطين بالدير وطالبي شفاعته وإغاثته. حيث كان يظهر وما زال يظهر في شكل شيخ شعر لحيتة أبيض (شايب) يمد يد العون والإغاثة ولذلك لقبوة بالشايب، وعرف الدير تمييزاً له عن دير الأنبا باخوميوس بحاجر إدفو بدير الشايب بالأقصر .

## كنيسة الدير
كنيسة من روائع الفن القبطي العظيم. وعند دخولك تشعر وكأنك في السماء وأنت على الأرض. كما أن الكنيسة يوجد بها خمسة مذابح. فالمذبح الرئيسي على اسم القديس باخوميوس أب الشركة، ويوجد على يمينه مذبح للعذراء القديسة مريم، ومذبح ثالث على اسم رئيس الملائكة ميخائيل، ويوجد على اليسار مذبحان آخران على اسم الشهيد مارجرجس والمذبح الخامس على اسم ماربقطر ابن رومانوس. ويعلو الكنيسة قبابها الأثرية الرائعة التي تبلغ 32 قبة، غير أنه يوجد في حجاب الهيكل المبنى من الحجارة بعض القطع الحجرية منقوش عليها علامات مسيحية أثرية وصلبان ذات نقوش جميلة ومحفور فيها بعض التواريخ القديمة باللغة القبطية.

## المعمودية
وهي الأحشاء المثمرة في الكنيسة المقدسة والتي يولد منها أغصان جديدة في المسيح يسوع. والمعمودية لها طابع أثري حيث تعلوها قبة يزينها علامة الخلاص (صليب).
كما يوجد في متحف الدير جرن قديم لمعمودية وهون من الحجر الصوان القديم وهو ضمن ما يشمله متحف الدير الذي يحوي بعض الأثريات والأيقونات القديمة بالدير، غير أن رعاية الدير تحفظ الطابع الأثري للدير على أن لا يتغير جماله القبطي ولا طابعه الأثري ليكون شاهد للأجيال على مجد ابنة صهيون وجهاد القديس الأنبا باخوميوس أب الشركة.

## مزار الآباء المتنيحين
هو مزار عبارة عن حجرة مربعة الشكل مدفون داخلها بعض الآباء المتنيحين. ولكي تصل إلى هذا المزار لا بد أن تدخل الكنيسة إلى آخرها. حيث يوجد هذا المزار المبارك. ولأول وهلة حين تدخل هذا المزار المبارك تشعر بالرهبة والخشوع حيث يرقد فيه أحبار ذوي هيبة واقتدار ملتحفين بأنوار النعمة ومملوئين من سكيب الروح وهم:
الأنبا ميخائل:  وهو حبر من أحبار الأساقفة الذين جلسوا على كرسي أسقفية (طيبة) الأقصر وإسنا وأسوان، وتنيح عام 1875 م تقريباً وشهد له معاصروه بالتقوى والورع وأوصى قبل نياحته أن يدفن في دير الأنبا باخوميوس طمعاً في ميراث البركة والشركة الباخومية.
الأنبا متاؤس: وهو الأسقف الذي خلف الأنبا ميخائيل مباشرة وجلس على كرسي الأسقفية حوالي عشرين عاماً وتنيح بعد جهاد طويل ولحق بسابقه ودفن إلى جواره طمعاً في راجة نفسه في سكنى الأبرار لنفس المزار .
أبونا ميخائيل الحبشي: وهو راهب حبشي مجاهد تقي كان قد ذهب لزيارة القدس، وفي عودته أخذ الطريق على مراحل في جهاد طويل إلى أن وصل إلى دير الشايب، وأثناء زيارته للدير دنت ساعة انتقاله فتنيح داخل الدير. ونظراً لتقواه وجهاده في المسيح دفن في مزار الآباء الأساقفة ليكون له شركة باخومية في رقاد الأبرار في نفس المزار .

## حجر الزيت
وهو عبارة عن كتلة حجرية صغيرة تزن حوالي 70 كجم ومحفورة من الوسط وكان يستخدم هذا الحجر في وضع زيت أبو غالمسيس وزيت القنديل وهو ضمن الأشياء الأثرية بالدير، وقد أعيد استخدام هذا الحجر مرة أخرى.

## احتفال الدير
يحتفل الدير بعيد نياحة شفيعه القديس العظيم الأنبا باخوميوس أب الشركة في 14 بشتس الموافق 22 مايو من كل عام وسط بهجة جميلة وطقوس روحية يسودها القداسات والتماجيد والسهرات الروحية.

## وصلات خارجية
- القديس الأنبا باخوميوس أب الشركة
- دير القديس الأنبا باخوميوس بحاجر إدفو